# Cerodontha sylvesterensis
Cerodontha sylvesterensis este o specie de muște din genul Cerodontha, familia Agromyzidae, descrisă de Spencer în anul 1976. Conform Catalogue of Life specia Cerodontha sylvesterensis nu are subspecii cunoscute.